# Sowjetische Badmintonmeisterschaft 1966
Die Sowjetische Badmintonmeisterschaft 1966 fand in Kaunas statt. Es war die vierte Austragung der nationalen Titelkämpfe der UdSSR im Badminton.

## Sieger
| Disziplin    | Sieger                                |
| ------------ | ------------------------------------- |
| Herreneinzel | Konstantin Vavilov                    |
| Dameneinzel  | Irina Natarova                        |
| Herrendoppel | Konstantin Vavilov Evgenij Blitshteyn |
| Damendoppel  | Nina Kosyak Tatyana Novikova          |
| Mixed        | Konstantin Vavilov Tatyana Kochetkova |